# Natalia Lesz

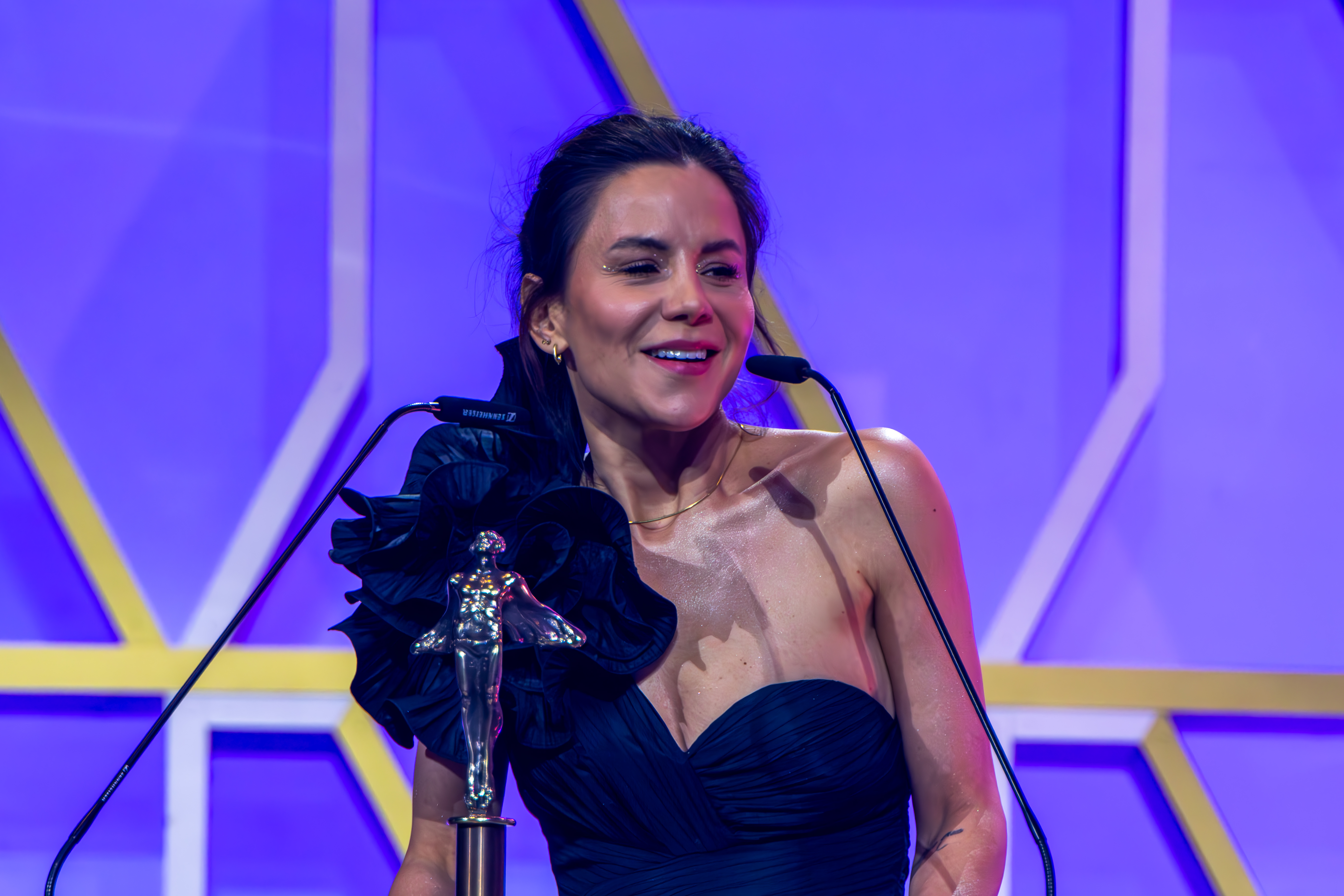
Natalia Lesz, 2024

Natalia Lesz (sinh ngày 27 tháng 7 năm 1981 tại Warsaw) là một diễn viên, ca sĩ và nhạc sĩ nhạc pop người Ba Lan.

## Sự nghiệp
Lesz tốt nghiệp khoa diễn xuất tại Trường Nghệ thuật Tisch, Đại học New York (NYU). Khi ở Thành phố New York, cô đã biểu diễn trong nhiều vở kịch cả trong và ngoài sân khấu Broadway. Cô cũng tốt nghiệp Học viện âm nhạc ở Łódź với bằng thạc sĩ.
Lesz thường xuyên đóng vai chính trong nhiều chương trình truyền hình và phim truyền hình của Ba Lan. Vào tháng 1 năm 2009, cô được tạp chí POPCORN đề cử là "Ca sĩ Ba Lan xuất sắc nhất của năm".